# Calumet et Hecla
La Calumet et Hecla Mining Company était une société importante d'exploitation du gisement de cuivre, dans le Michigan au XIXe siècle, qui a recruté de nombreux Canadiens français et donné naissance au Pays de cuivre.

## Histoire
Le « Pays de Cuivre » a connu une première tentative de Louis Denys de la Ronde en 1737 et la péninsule de Keweenaw commence à être exploité à partir de 1844.
C'est en 1858 que sont découverts les gisements dits de "Calumet et Hecla" par Edwin J. Hulbert, ce qui l'amène à former l'Hulbert Mining Company, avec des investisseurs de Boston. Il achète les terres et crée la Calumet Company puis la Hecla Company, dont les actions sont données à certains de ses actionnaires et cotées à la Bourse de Boston. Mais l'exploitation est hasardeuse, sous la forme de très larges puits à ciel ouvert, qui s'éboulent et s'emplissent d'eau. Quincy Adams Shaw (en), le plus important des actionnaires bostoniens, fait appel à son beau-frère Alexander Emanuel Agassiz, fils du géologue Louis Agassiz pour conseiller puis diriger le groupe à partir de 1867, car il se plaint dans des courriers de l'amateurisme d'Edwin J. Hulbert.
Les deux sociétés ne pesaient alors que 7 % de la production de cuivre du Michigan, part qui va grimper à 57 % trois ans après. Elles versent leurs premiers dividendes, respectivement en 1868 et 1869, puis ont fusionné en 1871 pour former la « Calumet and Hecla Consolidated Mining Company ». Elles ont alors une capitalisation cumulée de 5 millions de dollars.
La plus grande mine de cuivre au monde, la « Red Jacket »  fut découverte dans le Michigan, grâce au compas solaire de Burt. Elle appartenait à la société Calumet et Hecla et donne son nom à la ville champignon d'à côté, à partir de 1867. Ce sera bientôt le puits de mine le plus profond du monde, avec 1 493 mètres, tandis qu'un autre puits du « Pays de Cuivre », celui de Tamarack, mesurait 1 356 mètres.
Dès 1870, les deux sociétés avaient déjà extrait à elles seules la moitié du cuivre du Michigan, qui représente alors lui-même 93 % de la production américaine. Dix ans après, elle contrôle toujours plus de la moitié de l'offre en cuivre des États-Unis.  En trois décennies, sa production aura été multipliée par six, pour atteindre 78 millions de livres.
La compagnie installe une usine d'affinage du cuivre à Hancock, Michigan, en 1887, puis une autre à Buffalo. Elle emploie plus de 5 000 salariés à Laurium en 1902, dont la moitié viennent de l'étranger (Canadiens et Scandinaves, en particulier des Finlandais).
Cotée à la Bourse de Boston, l'action est la seule à avoir dépassé le seuil de mille dollars, peu avant la panique de 1907. En 1910, elle ne produit plus que 7 % du cuivre américain, concurrencée par les mines du Montana.